# 1070-es évek
Évszázadok: 10. század · 11. század · 12. század
Évtizedek: 1020-as évek · 1030-as évek · 1040-es évek · 1050-es évek · 1060-as évek · 1070-es évek · 1080-as évek · 1090-es évek · 1100-as évek · 1110-es évek · 1120-as évek
Évek: 1070 · 1071 · 1072 · 1073 · 1074 · 1075 · 1076 · 1077 · 1078 · 1079

## A világ vezetői
- Salamon magyar király (Magyar Királyság) (1063–1074)
- I. Géza magyar király (Magyar Királyság) (1074–1077† )
- I. László magyar király (Magyar Királyság) (1077–1095† )